# Condado de Pitt
O Condado de Pitt é um dos 100 condados do Estado americano da Carolina do Norte. A sede do condado é Greenville, e sua maior cidade é Greenville. O condado possui uma área de 1 696 km² (dos quais 8 km² estão cobertos por água), uma população de 133 798 habitantes, e uma densidade populacional de 79 hab/km² (segundo o censo nacional de 2000). O condado foi fundado em 1760.